# Смаль-Стоцький Іван
Іван Олексійович Смаль-Стоцький (справжнє прізвище Смаль; англ. Ivan Smal, Ivan Smal-Stotsky, Ivan Stotskyj; 29 червня 1905, Радивонівка, Великобагачанський район Полтавської області - 5 жовтня 1991)— український письменник, поет, прозаїк, жив в Австралії.

## З біографії
Народився у 1905 році на Полтавщині в родині селянина. Закінчив Полтавський землевпорядний технікум, а потім став бухгалтером. У 1927 році дебютував нарисом «Марійка» на літературній сторінці газети «Червона Лубенщина». У 1932 році вийшло в журналі «Молодняк» оповідання «Дівчина з хутора», але НКВД заарештувало Стоцького й оповідання вилучили з журналу. Після виходу з в'язниці Стоцький відійшов від літератури, і лише після еміграції до Німеччинні, знову повернувся до літературної роботи.
Емігрував і прибув до Австралії у 1949 році, спочатку поселився у Сіднеї, відтак він вийшов у відставку і жив у Таунсвілі в штаті Квінсленд.

## Творчий доробок
Його окремі поезії друкувалися у журналах і газетах: «Студентська думка» (Німеччина), «Українець-Час», (Франція), «Крилаті» (США), «Новий шлях» (Вінніпег), «Українське слово» (Буенос-Айрес), «Визвольний шлях» (Лондон), «Вільна думка» (Австралія) і в альманасі «Новий обрій» (Австралія).
Співредактор «Вільної Думки». Вірш його друкований в антології Australia's Ukrainian Poets («Українські поети Австралії»).
Автор збірок оповідань і нарисів «Потолочені хліба» (1954), повісті «Клепачівський рейд» (1968), репортажу «Кінофільмова експедиція» (1970).

### Окремі видання
- Стоцький І. Потолочені хліба (нариси й оповідання) / «Вільна думка»: Сідней, Австралія — 1954 64 ст.
- Стоцький І. Клепачівський рейд (повість)[недоступне посилання з жовтня 2019] / Лондон: вид-во Центральної управи Спілки Укр. Молоді — 1968. 180 c.
- Стоцький І. Кінофільмова експедиція (репортаж) / Ukrainian Publishers Ltd: Лондон — 1970. 143 с.
- Смаль-Стоцький І. Вірші // З-під евкаліптів. Поезії. — Мельбурн: Просвіта, 1976. — С. 119—126.

### Окремі вірші, оповідання
- «Distance in the quicksands. Past the circle», у збірці Australia's Ukrainian poets, 1973[5]
- «Farmsteads Aflame», оповідання у збірці On the Fence: An Anthology of Ukrainian Prose in Australia, 1985[6]